# فيجاي باتل
فيجاي باتل (بالإنجليزية: Vijay Patel)‏ هو سياسي هندي، ولد في 27 أبريل 1960. انتخب عضو لوك سابها ‏ وانتخب عضو الجمعية التشريعية في ولاية غوجارات.